# Occidryas hemiluteofusus
Occidryas hemiluteofusus är en fjärilsart som beskrevs av Gunder 1925. Occidryas hemiluteofusus ingår i släktet Occidryas och familjen praktfjärilar. Inga underarter finns listade i Catalogue of Life.